# Technique du GREB
 (décembre 2017).
La technique du GREB (Groupe de Recherches Écologiques de la Baie) est une technique majeure de l'auto construction et de la rénovation en paille pratiquée depuis une vingtaine d'années dans de nombreux pays. Initiée au Québec dans l'Écohameau de la Baie, promue plus particulièrement en France mais employée dans le monde entier, elle est utilisée pour la réalisation de bâtiments dont les performances techniques et thermiques sont appréciées en particulier dans les pays nordiques. En France, depuis 2005, c'est l'association APPROCHE-Paille qui porte cette technique du GREB  et en est la référence technique. Il est difficile de comptabiliser le nombre de constructions réalisées avec cette technique dans le monde (estimées à un millier en 2015). En France, on estime que 20 à 30 % des maisons isolées en paille seraient construites avec la technique du GREB.
Inventée par Martin Simard et Patrick Déry, la technique du GREB est un procédé libre de droit du bâtiment écologique et performant. Elle est adaptable et reproductible à titre privé ou professionnel sans condition. Toutefois, la diffusion d'ouvrage, d'actions de formation ou d'accompagnement nécessitent l'accord des créateurs.

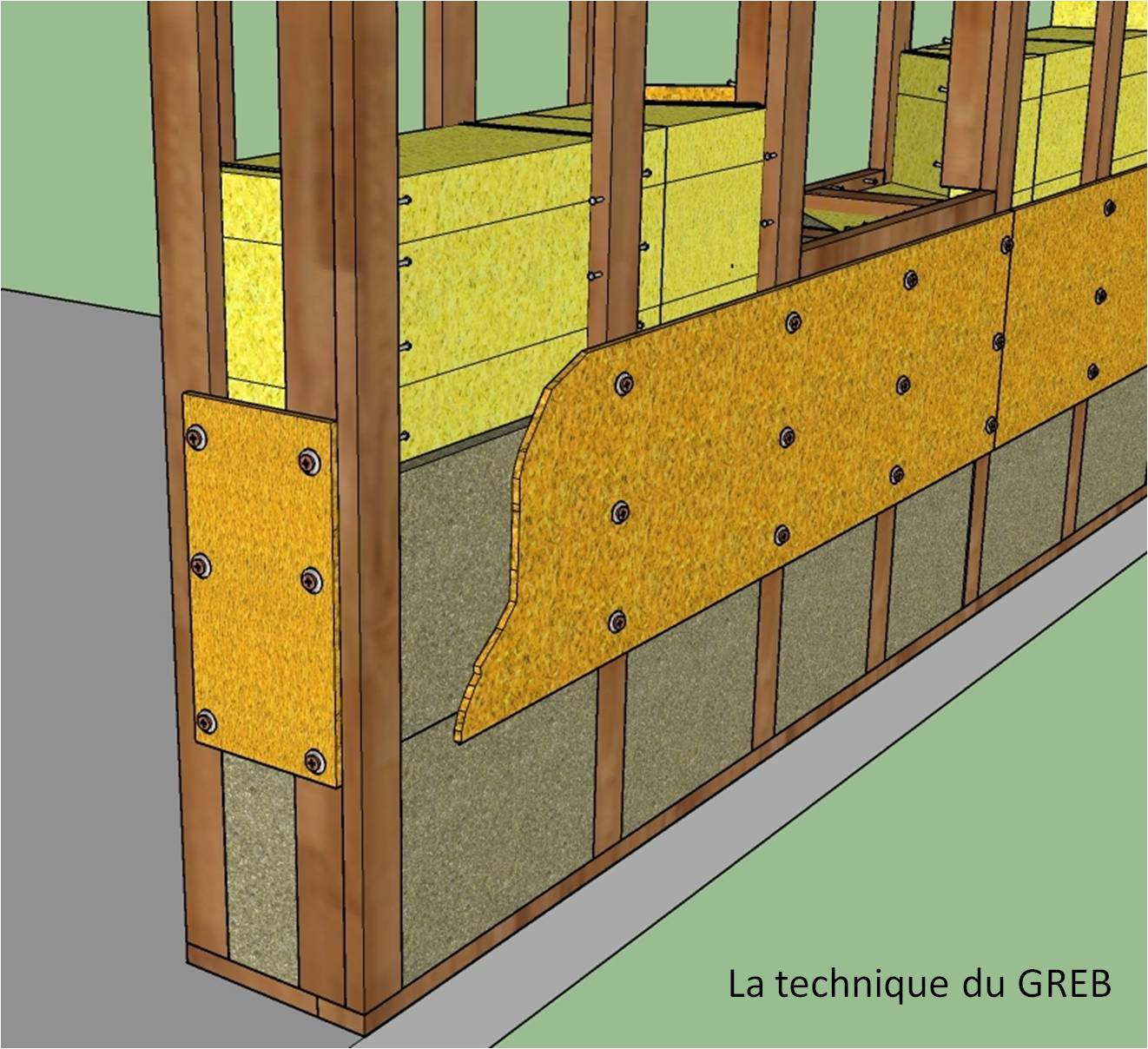
Croquis descriptif du procédé de construction avec la technique du GREB

## Historique

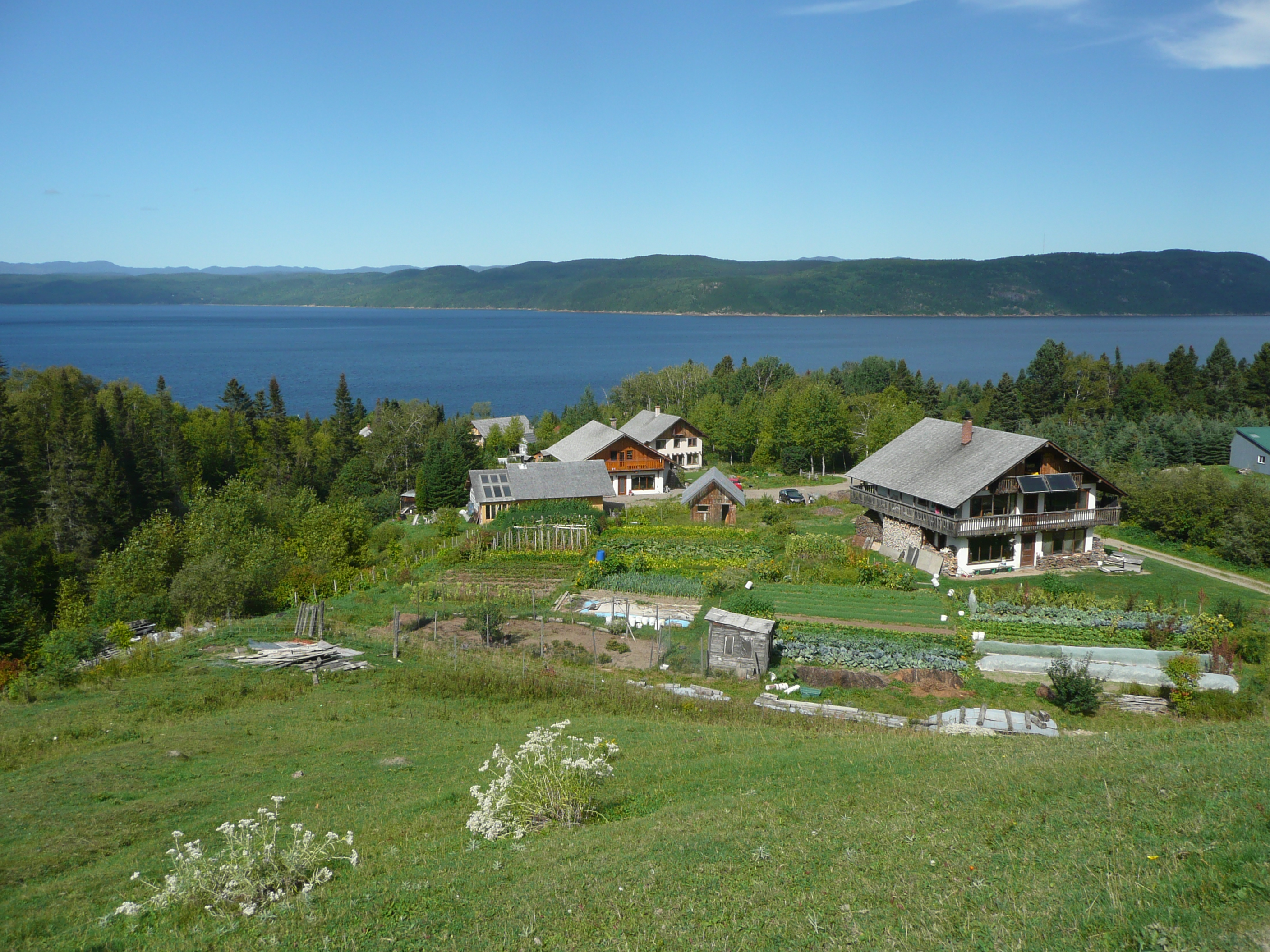
L'Écohameau de La Baie, là où a été innovée la technique. En premier plan la maison Gilbert-Thévard, construite en 2001 et source de l'écriture du guide pratique en France

En 1990 au Québec est constitué le Groupe de Recherches Écologiques de la Baie (GREB) afin de chercher des solutions aux problèmes environnementaux. Les expérimentations sur des maisonnettes sont menées par Martin Simard, bachelier en architecture, et Patrick Déry, physicien, de 1995 à 1997. Ensemble, ils jettent les bases sur lesquelles Patrick Dery a construit la première maison avec cette technique en 2000, sa propre maison qu'il habite toujours au sein de l'Écohameau de La Baie. La technique s'est avérée tellement pertinente qu'elle a été immédiatement reproduite dans l'Ecohameau de la Baie et a fait l'objet d'une synthèse rédigée par Patrick Déry en 2004.
"Le GREB a reçu le prix Initiative Énergétique du Forum énergie et de l’Agence de l’efficacité énergétique lors du gala de la Chambre de Commerce et d’Industrie de Ville de La Baie et a été finaliste aux Mercuriades 2002 dans la catégorie PME « Efficacité Énergétique » pour le développement de maisons solaires en ballots de paille,." Extrait de la synthèse.
Après la réalisation de la maison Gilbert-Thévard au GREB en 2001, Vincent Brossamain et Jean-Baptiste Thévard choisissent en 2002 de faire connaître cette technique en France.
En 2005 ils fondent l'association APPROCHE-Paille et éditent un premier mode d'emploi pour diffuser la technique et la rendre la plus accessible possible. Cette technique n'ayant pas de nom, ils l'ont simplement nommée "le GREB" en référence à ses inventeurs. La technique dite du GREB était née.
Après trois éditions à compte d'auteur de « Construire son habitation en paille selon la technique du GREB », c'est l'association APPROCHE-Paille qui publie la 4e édition du guide sous le nouveau titre "Construire en paille - Mode d'emploi : La technique du GREB". Il s'agit de la description technique de référence internationale de la technique GREB (préface par Patrick Déry et Martin Simard).
Les premières éditions ont été traduites en italien, russe, espagnol. Depuis sa création et jusqu'en 2021, APPROCHE-Paille délivre les formations théoriques et pratiques pour apprendre la technique du GREB et accompagne les auto constructeurs dans leurs projets en phase conception et en phase chantier.
En 2012, des règles professionnelles de la construction paille reconnues par l'Agence Qualité Construction (AQC) sont établies par le Réseau Français de la Construction Paille (RFCP) dont APPROCHE-Paille fait partie. Elles encadrent la mise en place de la paille comme matériau isolant et support d'enduit. Le principe constructif du GREB est détaillé (double ossature et enduit coulé). On peut donc utiliser la technique du GREB conformément à ces règles.

## Originalité du principe constructif
La technique du GREB est un système constructif structurel et isolant spécifiquement conçu pour la réalisation de bâtiments isolés en botte de paille. L'ossature bois et la mise en œuvre du remplissage isolant sont spécifiques. La technique est décrite dans le guide et les pratiques recensées dans les multiples blogs d'autoconstructeurs. La technique du GREB mélange dans un certain ordre différents matériaux génériques très disponibles.
L'isolation thermique est assurée par les bottes de paille qui sont insérées dans une double ossature formant une structure en tunnel. Elles sont enveloppées de mortier allégé à la sciure de bois et coulé, servant de protection et de contreventement à la structure tout entière. Tous ces éléments sont reliés par des feuillards et liaisons métalliques (vis et clous).
La méthode succinctement décrite ci-après est la méthode la plus simple, la plus accessible, la plus économique pour l'autoconstruction sans risque de bâtiments de un, deux voire trois niveaux. Toutefois, un chapitre est consacré aux variantes.

### Une double ossature en bois

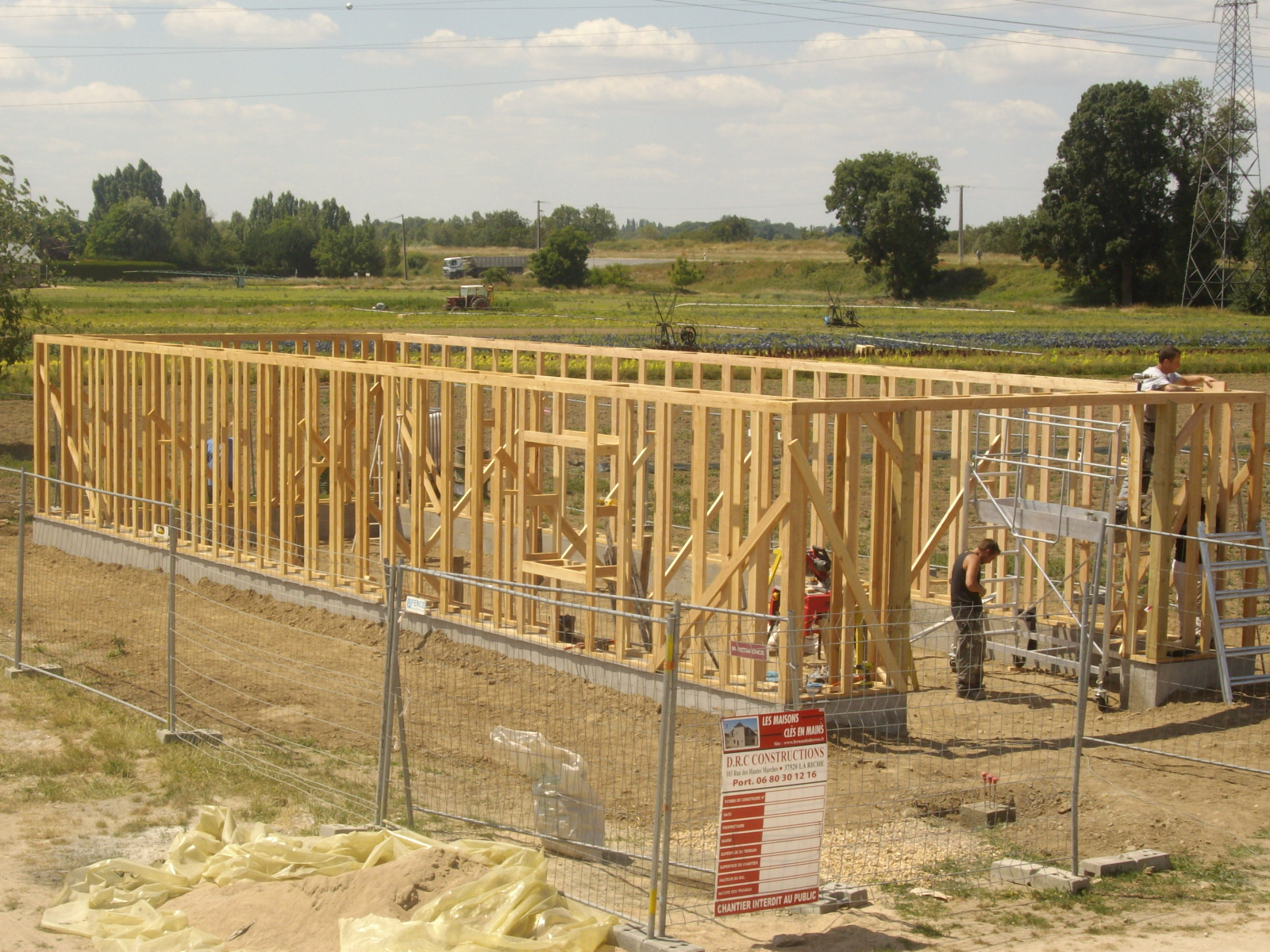
Construction d'une ossature en bois selon la technique du GREB

La double ossature bois porteuse est une ossature originale que l'on ne retrouve dans aucune autre technique. Elle a été conçue spécifiquement pour former un couloir pour les bottes de paille et servir de support au coffrage pour la phase de coulage. L'orientation longitudinale des poteaux est unique au regard des pratiques courantes de la construction bois.

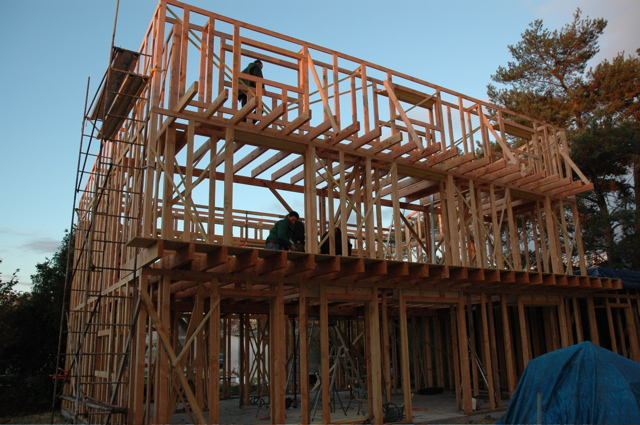
L'ossature bois réalisée avec la technique du GREB permet des architectures imposantes

Elle est ancrée sur des soubassements avec une garde au sol extérieur minimale de 20 cm. Elle est constituée d'une seule section de bois (au Québec : 2 "x4 " ; en Europe 40 x 100 mm).
Les deux lisses basses sont posées à plat et déterminent le contour extérieur des murs. La largeur du mur est égale à deux fois l'épaisseur des poteaux plus l'épaisseur d'un ballot, soit couramment  45 cm. Les angles des parois sont réalisés au moyen de poteaux assemblés en angle (encadrement de menuiseries et angles du bâtiment) et placés en bordure extérieure des lisses basses. Des simples poteaux sont ensuite disposés en alignement d'un angle à un autre et on leur donne un écartement moyen de 60 cm.
Des colonnes d'appui peuvent être réalisées pour porter des charges ponctuelles, au moyen de 4 poteaux d'angle disposés en tabouret et dont les écartements sont ceux correspondant à une section de botte de paille (généralement 37 x 47 cm).
Les poteaux sont assemblés sur les lisses au moyen de vis à bois insérées à l'oblique. Des lisses hautes sont ensuite placées à chant, sur le haut des poteaux. Des entretoises sont régulièrement placées entre les lisses hautes pour maintenir l'écartement à l'aplomb des lisses basses et empêcher leur déversement.

### Le remplissage isolant et structurel

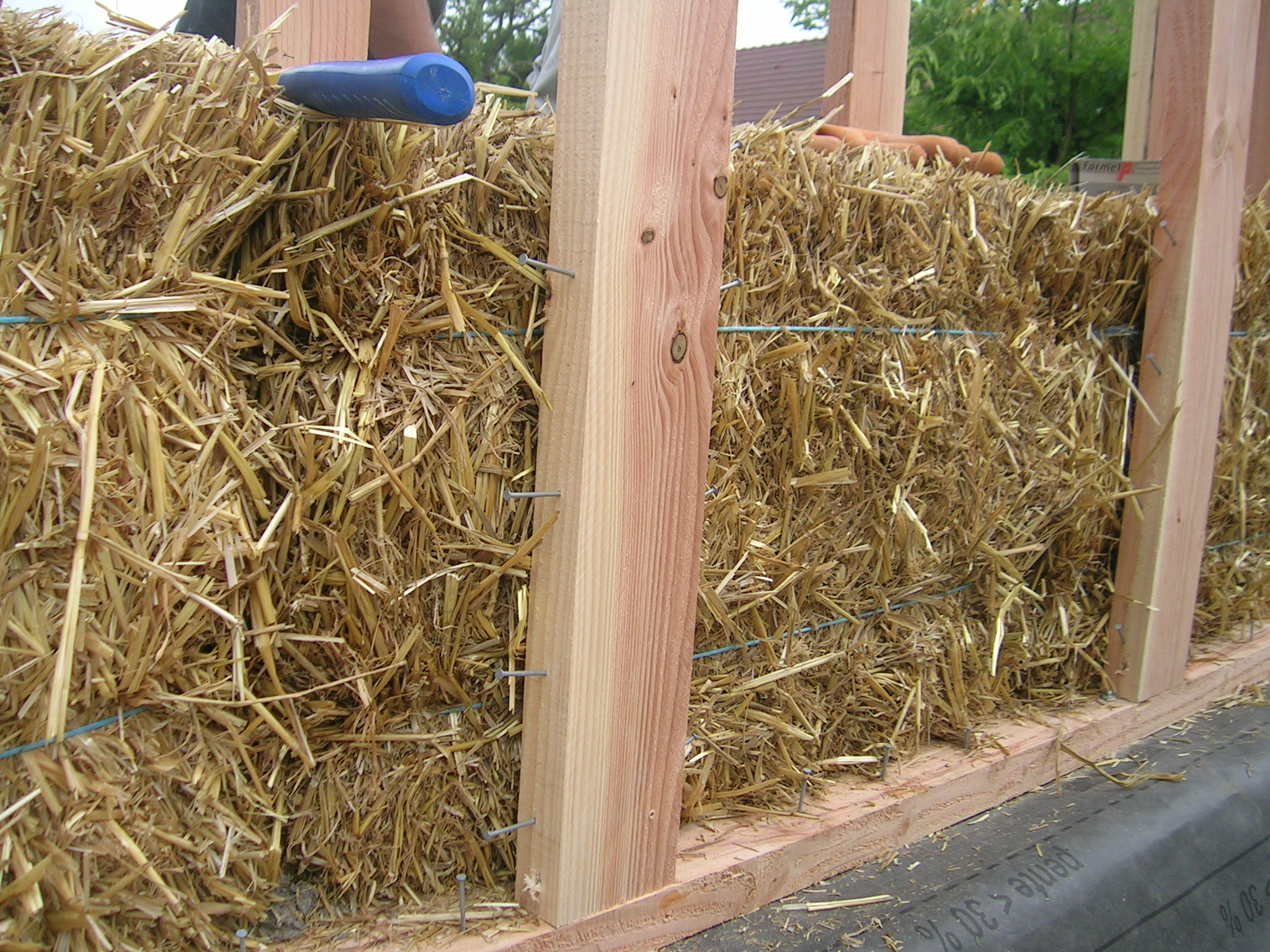
Détails du remplissage du mur GREB avant la pose des coffrages

#### Les composants courants
- La paille : Elle assure les fonctions d'isolant thermique et de support d'enduit. Elle participe dans une certaine mesure à la résistance mécanique de la paroi. Il s'agit d'une botte de paille de céréale (réglementairement de blé, en France) de moyenne densité (environ 80 kg/m3), saine et sèche et de dimension standard (36 x 46 cm, longueur indifférente). Les bottes sont insérées rang par rang, après chaque niveau de coulage, sur chant, en tunnel entre les 2 rangées de montants ou verticalement dans une colonne d'appui. Elles ne sont pas rentrées en force et, si nécessaire, elles seront retaillées à la longueur et à la forme souhaitée. Les espaces vides seront comblés de paille en vrac comprimée. La résistance thermique du mur est de R=7,11 (m2 ·K/W) (le lambda de la paille étant 0,052 W/(m.K)[18]) Vue du remplissage en paille et du coulage du mortier dans un mur en technique du GREB

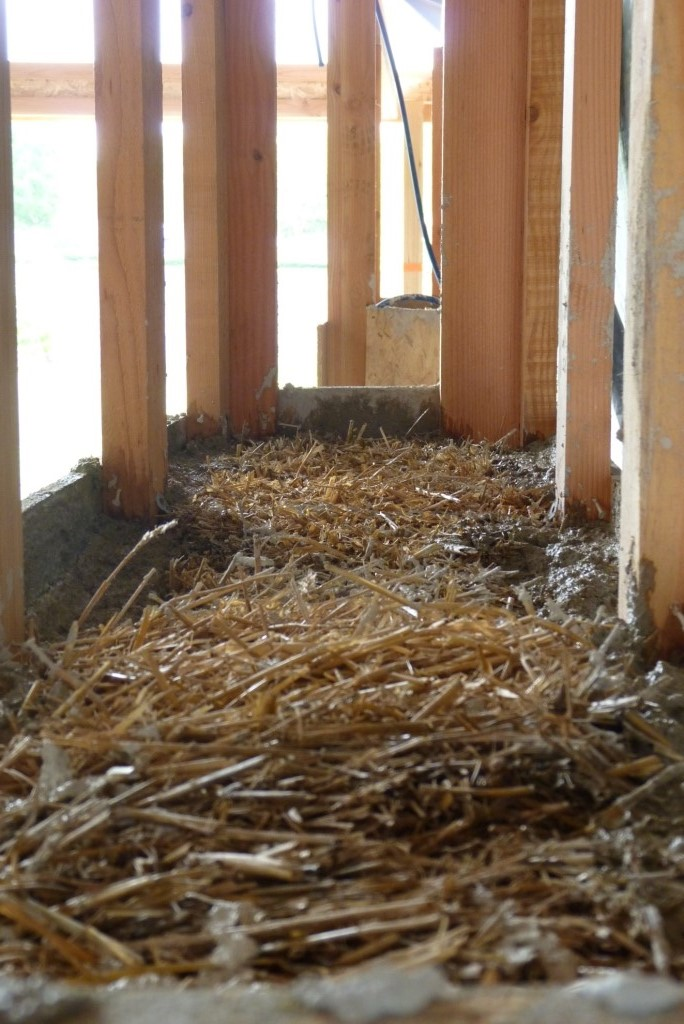
Vue du remplissage en paille et du coulage du mortier dans un mur en technique du GREB

- Les feuillards métalliques : ils ont pour fonction d'empêcher tout flambement des montants et de maintenir la compression verticale des bottes de paille. Il s'agit de placer un feuillard métallique (ou tout autre système durable) reliant les ossatures de part et d'autre de la paille. L'écartement des montants sous tension doit être tel que les montants ainsi reliés restent parfaitement d'aplomb 2 à 2.
- Les clous : Ils sont lardés tous les 10 cm sur la petite face des montants, dans l'axe du mur et ont pour fonction d'assurer la liaison entre le mortier coulé et les montants bois. Ils sont protégés contre la corrosion.
- Les coffrages : d'une dimension supérieure à la botte de paille, les coffrages sont des planches de bois reconstitué de type OSB ou contreplaqué, fixées de chaque côté de la paroi et permettant le coulage du mortier de part et d'autre de la botte de paille entre chaque paire de montants.
- Le mortier : Il est issu des recherches sur le bois cordé[19]. Il est composé de sable (3 volumes), de sciure de bois (4 volumes), de chaux aérienne (1 volume) et de ciment (1 volume) il est versé dans l'espace entre la paille et le coffrage. Il est ensuite vibré manuellement.
- Finitions : Lorsque le mur est totalement rempli, que le mortier a terminé sa prise, les parois peuvent être recouvertes d'un enduit, de plaques ou de bardage ventilé.Remplissage en paille et mortier d'un mur en technique du GREB

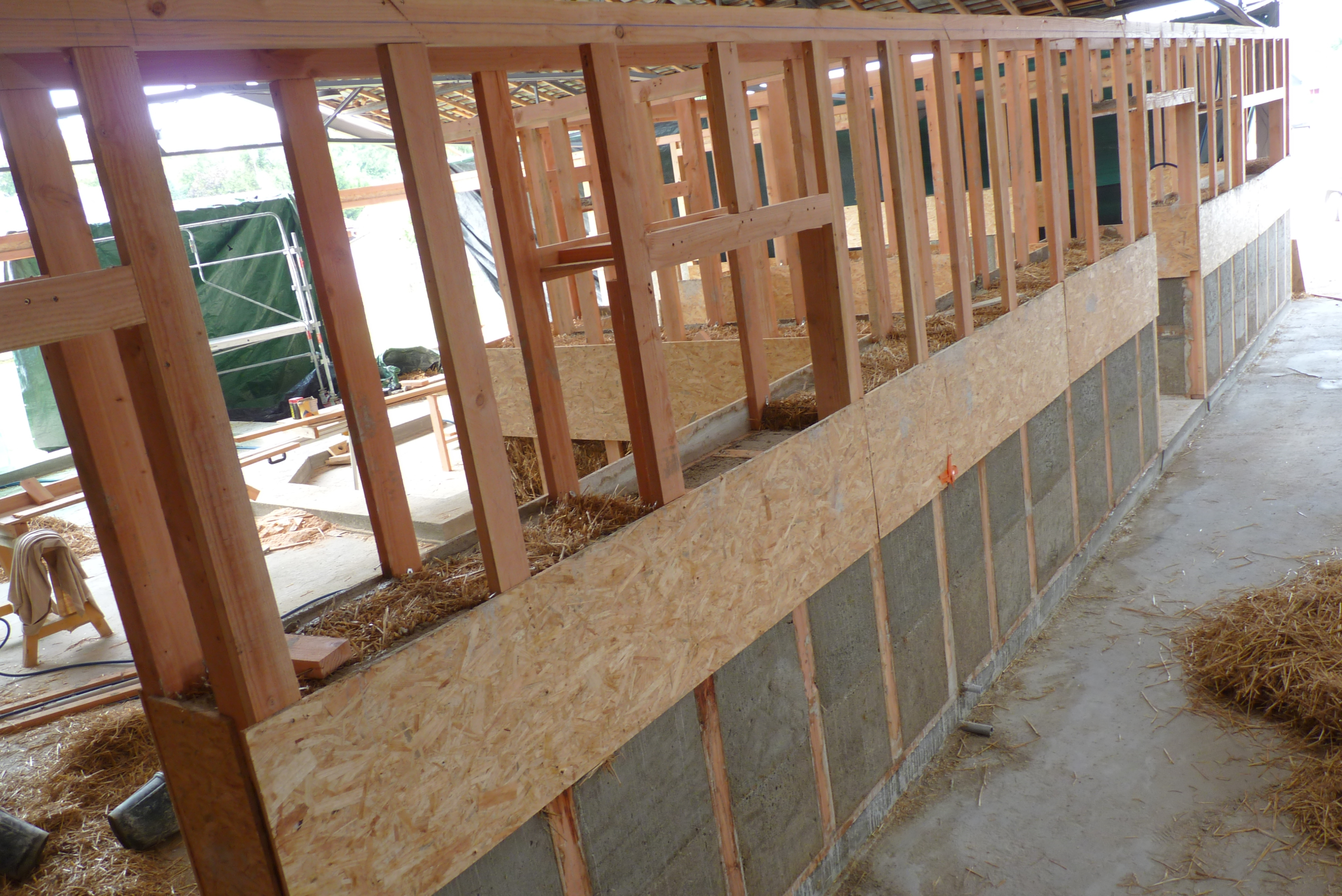
Remplissage en paille et mortier d'un mur en technique du GREB

#### Ordre du remplissage
La technique du GREB a de spécifique la mise en œuvre alternée des différents composants dans un certain ordre. L'ordre de remplissage le plus couramment pratiqué (celui décrit dans le guide et celui principalement référencé dans les blogs) est comme suit : 
1. Pose d'un rang de paille ;
2. Pose des brides métalliques ;
3. Pose des clous ;
4. Préparation des coffrages ;
5. Pose des coffrages ;
6. Coulage du mortier ;
7. Recommencer à 1 tant que de besoin ;
8. Nettoyage et finition.

### Variantes

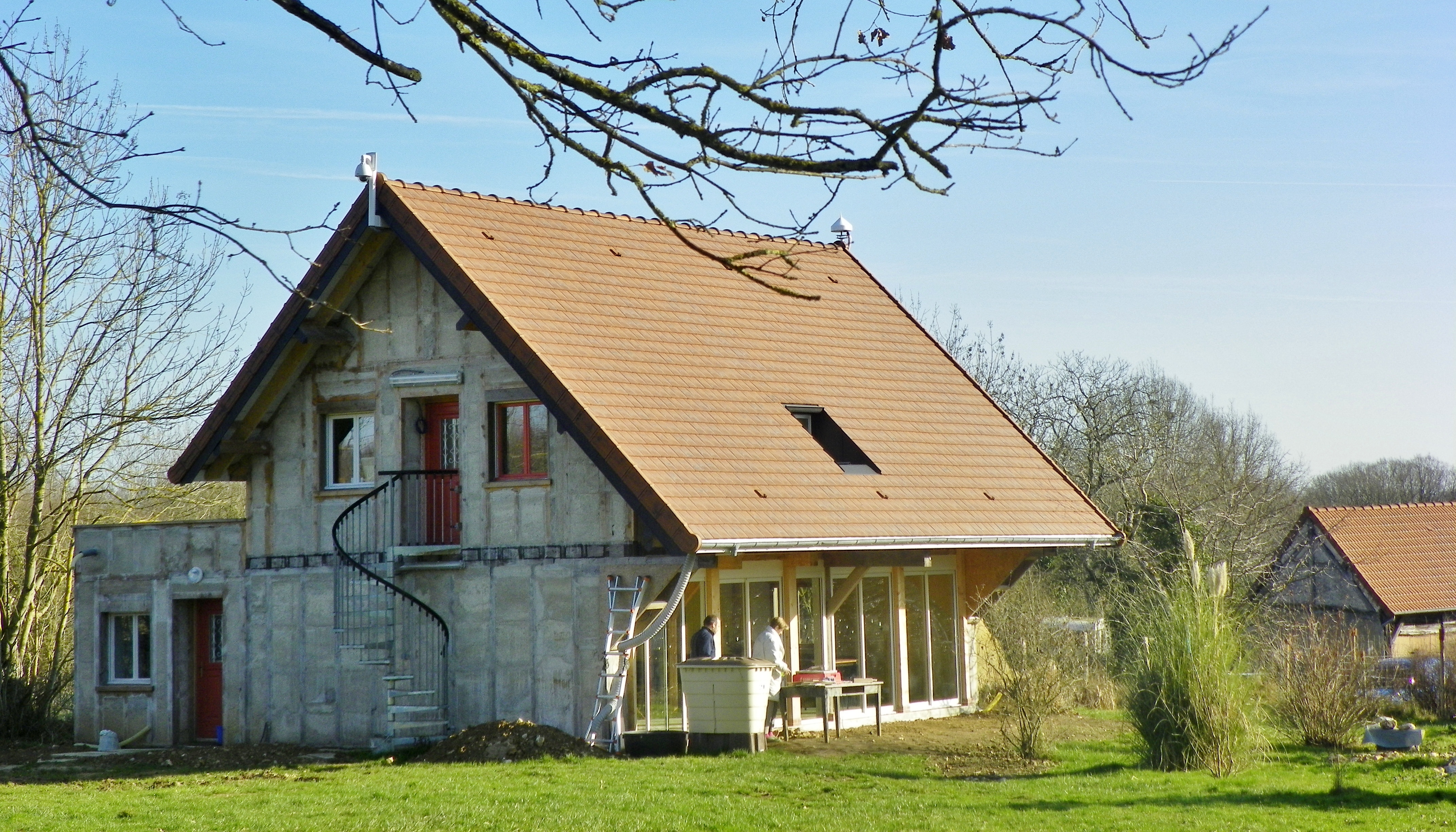
Siège social réalisé avec la technique du GREB de l'éco-centre de Bourgogne à Saint-Vérain, ayant servi de lieu d'accueil de 3 formations pratiques à la technique du GREB

La méthode la plus pratiquée, la plus simple et la plus économique en autoconstruction, à peu près partout dans le monde, est celle décrite ci-dessus. Toutefois, il est possible d'envisager d'autres approches, des variantes qui peuvent répondre à des besoins spécifiques (normes techniques, professionnalisation, dimensions du bâtiment, compétences, motivations ou contraintes de chacun, habitudes techniques ou philosophiques, ...)
Les variantes peuvent porter sur :
- l'ossature bois, avec une modification des sections (lisse haute, lisse basse, bois rabotés standardisés, ...), préfabrication des ossatures, ossatures non porteuses, rainurage des poteaux en lieu et place des clous, colonne d'appui de forme différente, ...
- le mortier, avec un remplacement partiel ou total du mortier par un isolant, sur une face voire sur les deux faces et l'ajout des plaques structurelles (plaques de gypse, plaque dense de fibre de bois, ...), modification de la composition du mortier mais cela nécessite une étude structurelle préalable (béton de chanvre, terre-chaux, terre, plâtre, ...). Le coulage peut être mécanisé, le mortier peut aussi être un enduit appliqué à la machine.
- les autres aspects de la technique comme le remplacement des brides métalliques par d'autres moyens de fixation, utilisation en isolation thermique par l'extérieur, intégration d'une trame métallique au moment du coulage pour le support d'enduit de finition.

## Points forts

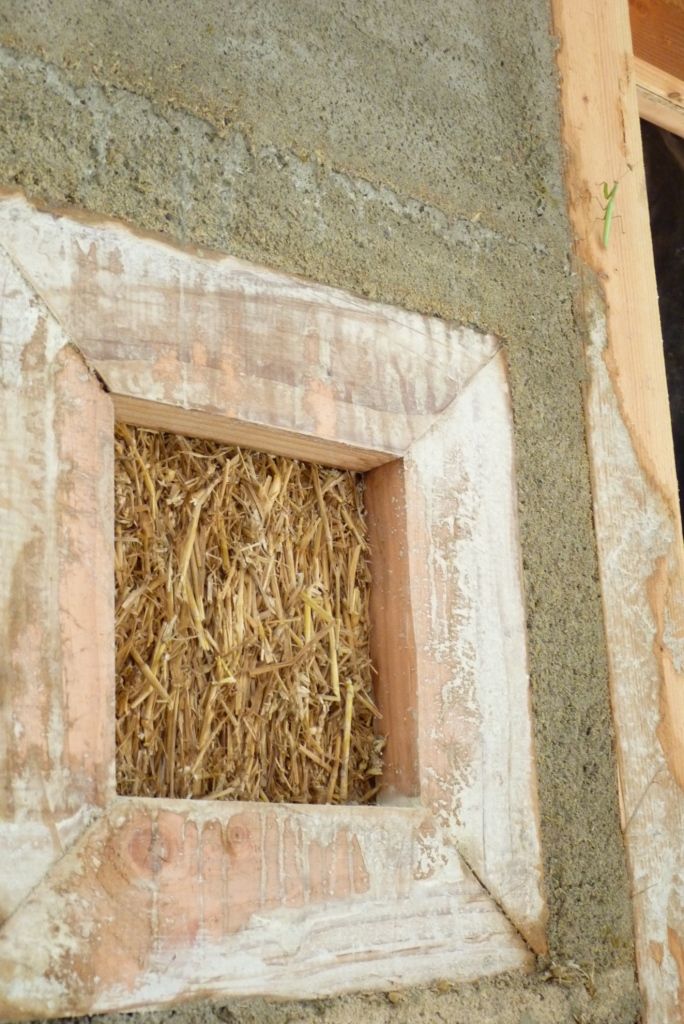
Fenêtre de vérité réalisée dans un mur en technique du GREB

- La simplicité de conception et de construction ;
- La reproductibilité en tout lieu ;
- Le nombre grandissant de praticiens et de ressources documentaires ;
- Grande accessibilité à l'autoconstruction ;
- L'absence de désordres constatés sur les multiples réalisations de par le monde ;
- La diversité des architectures pratiquées ;
- La possibilité de réaliser des bâtiments compacts jusqu'à 3 niveaux ;
- Permet l'expérimentation de pratiques alternatives ;
- Réalisation de bâtiments rapidement habitables.
- Technique utilisable pour l'isolation par l'extérieur

## Limites
- Utilisable pour des bâtiments à vocation unifamiliale ;
- L'épaisseur des murs.